# Godišnjak
Godishnjak en albanais et Godišnjak en serbe latin (en serbe cyrillique : Годишњак) est une localité du Kosovo située dans la commune/municipalité de Podujevë/Podujevo, district de Pristina (Kosovo) ou district de Kosovo (Serbie). Selon le recensement kosovar de 2011, elle compte 353 habitants.

## Démographie

### Évolution historique de la population dans la localité
| 1948 | 1953 | 1961 | 1971 | 1981 | 1991 | 2011 |
| ---- | ---- | ---- | ---- | ---- | ---- | ---- |
| 170  | 175  | 192  | 258  | 326  | 384  | 353  |

|  |

### Répartition de la population par nationalités (2011)
En 2011, les Albanais représentaient 99,15 % de la population.